# Microcalyptra abnormis
Microcalyptra abnormis är en tvåvingeart som först beskrevs av Stein 1913.  Microcalyptra abnormis ingår i släktet Microcalyptra och familjen husflugor.
Artens utbredningsområde är Etiopien. Inga underarter finns listade i Catalogue of Life.